# کازوهیکو تاکای
کازوهیکو تاکای (به انگلیسی: Kazuhiko Takai)؛ شیمی‌دان و استاد دانشگاه اهل ژاپن است. واکنش اولفینی‌کردن تاکای در شیمی آلی به افتخار وی نامگذاری شده‌است.